# Phytoplasma brasiliense
Phytoplasma brasiliense è una specie di batterio appartenente alla famiglia delle Acholeplasmataceae.